# Юзефув (Ліпський повіт)
Юзефув (пол. Józefów) — село в Польщі, у гміні Ліпсько Ліпського повіту Мазовецького воєводства.
Населення — 185 осіб (2011).
У 1975-1998 роках село належало до Радомського воєводства.

## Демографія
Демографічна структура станом на 31 березня 2011 року:
|          | Загалом | Допрацездатний вік | Працездатний вік | Постпрацездатний вік |
| -------- | ------- | ------------------ | ---------------- | -------------------- |
| Чоловіки | 93      | 24                 | 62               | 7                    |
| Жінки    | 92      | 11                 | 48               | 33                   |
| Разом    | 185     | 35                 | 110              | 40                   |